# ロン・ジャドキンス
ロン・ジャドキンス（Ron Judkins、1953年 - ）は、アメリカ合衆国のレコーディング・エンジニアである。1976年以降50作品以上にクレジットされている。アカデミー録音賞には5回ノミネートされ、2回受賞した。

## 受賞とノミネート
| 賞           | 年   | 部門   | 作品名                 | 結果       |
| ------------ | ---- | ------ | ---------------------- | ---------- |
| アカデミー賞 | 1993 | 録音賞 | ジュラシック・パーク   | 受賞       |
| アカデミー賞 | 1993 | 録音賞 | シンドラーのリスト     | ノミネート |
| アカデミー賞 | 1998 | 録音賞 | プライベート・ライアン | 受賞       |
| アカデミー賞 | 2005 | 録音賞 | 宇宙戦争               | ノミネート |
| アカデミー賞 | 2012 | 録音賞 | リンカーン             | ノミネート |